# Angus (Schotland)
Angus (Aonghas in het Schots) is een raadsgebied (council area), een lieutenancy area en een historisch graafschap in Schotland.
Angus grenst aan Aberdeenshire, Perth and Kinross en de stad Dundee.
Angus was historisch een van de graafschappen van Schotland tot 1975 toen het bij het district van Tayside werd gevoegd. In 1996 werd het gebied afgescheiden en Angus werd weer zelfstandig.
Het graafschap Angus grenst aan Kincardineshire in het noordoosten, aan Aberdeenshire in het noorden, aan Perthshire in het westen. In het zuiden grenst het bij Fife aan de Firth of Tay, de monding van de rivier de Tay.
Het gebied kan geografisch onderverdeeld worden in drie gebieden.
In het noorden en westen de bergen. Dit is het gebied van de vijf Angus Glens. Het gebied is dunbevolkt.
In het zuiden en oosten, bestaat de topografie uit glooiende heuvels aan de zee. Dit gebied is bestaat uit grotere steden en de stad Dundee aan de kust.
Tussen deze twee gebieden in ligt Strathmore, the Great Valley, met het kasteel van Angus.

## Plaatsen
| - Aberlemno - Arbroath - Auchmithie - Brechin - Bridge of Craigisla - Carmyllie - Carnoustie - Edzell - Farnell - Forfar - Friockheim |  | - Glamis - Guthrie - Inverkeilor - Kirriemuir - Letham - Memus - Monifieth - Monikie - Montrose - Newbigging - Saint Vigeans |

## Bezienswaardigheden
- Aberlemno Sculptured Stones
- Arbroath Abbey
- Ardestie Earth House
- Brechin Cathedral
- Caledonian Railway (Brechin)
- Carlungie Earth House
- Caterthuns
- Edzell Castle
- Glamis Castle
- Lindsay Burial Aisle
- Nationaal park Loch of Kinnordy
- Nationaal park Montrose Bassin
- Restenneth Priory
- St Vigeans Sculptured Stones nabij St Vigeans Church

## Politiek
- Scottish National Party - 17
- Onafhankelijken - 6
- Liberal Democrat - 3
- Conservative - 2
- Labour - 1